# Косолапова Тетяна Яківна
Тетяна Яківна Косолапова (7 липня 1918, Одеса — 2016, Нью-Йорк) — українська науковиця, хімік-технолог. Доктор хімічних наук (1971), професор (1973). Лауреатка Державної премії УРСР в галузі науки і техніки (1984). Дослідниця методів одержання порошків та волокон тугоплавких сполук, їхніх фізично-хімічних властивостей.
Співзасновниця Інституту проблем матеріалознавства АН УРСР, в якому пропрацювала майже півстоліття (1946—1995). 24 роки завідувала відділом технології тугоплавких сполук. Авторка понад 200 наукових робіт. Послідовниця наукової школи професора Григорія Самсонова з удосконалення спечених твердих сплавів.

## Життєпис
Народилась 7 липня 1918-го року в Одесі.
У 1940-му році закінчила Одеський індустріальний інститут. Тоді ж направлена на роботу до Пермі, на Пермський суперфосфатний та сірчанокислотний завод імені С. Орджонікідзе.
У 1946-му році, після закінчення німецько-радянської війни, повернулася до України, у Київ, де виступила співзасновницею Інституту металокераміки та спецсплавів АН УРСР (пізніше — Інститут проблем матеріалознавства АН УРСР) та розпочала роботу у його науковому складі.
У 1960-му році, у 42-річному віці, здобула науковий ступінь кандидата хімічних наук, захистивши дисертацію на тему «Изучение условий получения чистых однофазных карбидов хрома и их свойств». Стала послідовницею наукової школи професора Григорія Самсонова з удосконалення спечених твердих сплавів.
У 1971-му році очолила відділ технології тугоплавких сполук. Тоді ж здобула науковий ступінь доктора хімічних наук, захистивши дисертацію на тему «Исследование в области химии и технологии карбидов».
У 1984-му році, разом з колегами, нагороджена Державною премією УРСР в галузі науки і техніки «за дослідження з хімії, кристалохімії та фізики силіцидів і германідів рідкісноземельних та перехідних металів, розробку на їх основі нових матеріалів електронної техніки».
На посаді завідувачки відділу брала участь у низці ракетно-космічних дослідних програм. Після Чорнобильської катастрофи виступила консультанткою з підбору найкращих матеріалів для будівництва «Саркофагу» над четвертим енергоблоком ЧАЕС.
Авторка понад 200 наукових робіт. Дослідниця методів одержання порошків та волокон тугоплавких сполук, їхніх фізично-хімічних властивостей.
Онука — підприємиця, економістка, колишня старша віце-президентка компанії Voya Financial Джулія Бардмессер (Нью-Йорк).
У 1995-му році емігрувала до США разом з сином. Жила у нью-йоркському районі Бруклін, де й померла у 98-річному віці, у 2016-му році.

## Науковий доробок (частковий)
- «Изучение условий получения чистых однофазных карбидов хрома и их свойств»: диссертация кандидата химических наук : 02.00.00. — Киев, 1960. — 308 с. разд. паг. : ил.
- «Технология изготовления и области применения карбидохромовых сплавов» / Канд. техн. наук В. В. Григорьева, В. Н. Клименко, Т. Я. Косолапова, проф. д-р техн. наук Г. В. Самсонов. — Москва: [б. и.], 1960. — 26 с. : ил.; 26 см.
- «О карбидах скандия и сложных карбидах скандия-титана» / Г. В. Самсонов, Г. Н. Макаренко, Т. Я. Косолапова; Докл. АН СССР, 144:5 (1962), 1062—1065
- The electrical properties of chromium borides, carbides, and nitrides / S. N. L'vov, V. F. Nemchenko, P. S. Kislyi, T. S. Verkhoglyadova & T. Ya. Kosolapova; Powder Metall Met Ceram 1, 243—247 (1962)
- «Физические свойства карбида титана в области гомогенности» / С. Н. Львов, В. Ф. Немченко, Т. Я. Косолапова, Г. В. Самсонов; Докл. АН СССР, 157:2 (1964), 408—411
- «Карбиды» / Т. Я. Косолапова; Москва: Металлургия, 1968. — 299 с. : черт.; 21 см.
- «Мелкодисперсные порошки и волокна бескислородных тугоплавких соединений» / АН УССР. Ин-т проблем материаловедения. — Киев: [б. и.], 1970. — 14 с. : черт.; 20 см.
- «Исследование в области химии и технологии карбидов»: диссертация доктора химических наук : 02.00.00. — Киев, 1971. — 302 с. : ил.
- «Свойства, методы получения и области применения тугоплавких карбидов и сплавов на их основе» / Г. В. Самсонов, Т. Я. Косолапова, Л. Т. Домасевич ; О-во «Знание» УССР. — Киев: [РДЭНТП], 1974. — 22 с. : граф.; 20 см.
- «Высокотемпературные бориды и силициды»: [Сб. статей] / АН УССР, Ин-т пробл. материаловедения ; [Редкол.: Т. Я. Косолапова (отв. ред.) и др.]. — Киев: Наук. думка, 1978. — 143 с. : ил.; 20 см.
- «Тугоплавкие соединения»: Сб. науч. тр. / АН УССР, [Ин-т пробл. материаловедения]. — Киев: ИПМ, 1981. — 181 с. : ил.; 20 см.
- «Высокотемпературные бориды и силициды»: Сб. науч. тр. / АН УССР, Ин-т пробл. материаловедения; [Редкол.: Т. Я. Косолапова (отв. ред.) и др.]. — Киев: ИПМ, 1982. — 148 с. : ил.; 20 см.
- «Тугоплавкие нитриды»: Сб. науч. тр. / АН УССР, Ин-т пробл. материаловедения; [Редкол.: Т. Я. Косолапова (отв. ред.) и др.]. — Киев: Наук. думка, 1983. — 174 с. : ил., 3 л. ил.; 20 см.
- «Карбиды и материалы на их основе»: [Сб. ст.] / АН УССР, Ин-т пробл. материаловедения; [Редкол.: Т. Я. Косолапова (отв. ред.) и др.]. — Киев: ИПМ, 1983. — 132 с. : ил.; 20 см.
- Some features of the formation of A1N during the reduction-nitriding of ultrafinely divided alumina / Kosolapova, T.Y., Yakovleva, D.S., Oleinik, G.S. et al; Powder Metall Met Ceram 23, 829—832 (1984)
- «Высокотемпературные нитриды и материалы на их основе»: Сб. науч. тр. / АН УССР, Ин-т пробл. материаловедения; [Редкол.: Т. Я. Косолапова (отв. ред.) и др.]. — Киев: ИПМ, 1985. — 164 с.; 20 см.
- «Неметаллические тугоплавкие соединения» / [Т. Я. Косолапова, Т. В. Андреева, Т. С. Барницкая и др.]. — Москва: Металлургия, 1985. — 224 с. ], ил.; 21 см.
- «Бориды и материалы на их основе»: сборник научных трудов / АН УССР, Ин-т пробл. материаловедения ; [редкол.: Т. Я. Косолапова (отв. ред.) и др.]. — Киев: ИПМ, 1986. — 200 с. : ил.; 20 см.
- «Силициды (получение, свойства, применение)»: Сб. науч. тр. / АН УССР, Ин-т пробл. материаловедения; [Редкол.: Т. Я. Косолапова (отв. ред.) и др.]. — Киев: ИПМ, 1986. — 150 с. : ил.; 20 см.
- «Свойства, получение и применение тугоплавких соединений»: справочник / [Алексеев А. Г. и др.] ; под ред. Т. Я. Косолаповой. — Москва: Металлургия, 1986. — 927, [1] с. : граф.; 21 см.
- Structure and some properties of fine-grained graphite-like boron nitride / T. S. Bartnitskaya, T. Y. Kosolapova, A. V. Kurdyumov; Journal of the Less Common Metals, Volume 117, Issues 1–2, March 1986, Pages 253—258
- Formation of boron nitride during carbothermal reduction / Bartnitskaya, T.S., Vlasova, M.V., Kosolapova, T.Y. et al; Powder Metall Met Ceram 29, 990—994 (1990)
- «Тугоплавкие соединения. Получение, структура, свойства и применение»: Сб. науч. тр. / АН УССР, Ин-т пробл. материаловедения им. И. Н. Францевича; [Редкол.: Т. Я. Косолапова (отв. ред.) и др.]. — Киев: Наук. думка, 1991. — 149,[1] с. : ил.; 20 см.
- «Карбиды и материалы на их основе»: Сб. науч. тр. / АН УССР, Ин-т пробл. материаловедения им. И. Н. Францевича, Науч. совет АН УССР по пробл. «Порошковая металлургия»; [Редкол.: Т. Я. Косолапова (отв. ред.) и др.]. — Киев: ИПМ, 1991. — 138 с. : ил.; 21 см.